# Tessuti antipiega
I tessuti antipiega (in inglese wash-and-wear, "lava e indossa"), sono tessuti utilizzati per indumenti e altro che, dopo il lavaggio, non necessitano di essere stirati. Normalmente queste proprietà sono tipiche di diversi tessuti sintetici in poliestere, come il crimplene.

## Storia
Negli anni cinquanta, la statunitense Ruth Rogan Benerito ha legato il proprio nome a diverse invenzioni nel campo dei tessuti di questo tipo, ottenendo fibre di cotone resistenti alle pieghe (stropicciatura, grinzatura), mediante processi di reticolazione.
I procedimenti attuali per ottenere tessuti antipiega consistono in trattamenti con urea-formaldeide e melammina-formaldeide.